# Tim Jansson
Erik Timoteus "Tim" Jansson, född 1 maj 1895 i Örebro, död 6 augusti 1954 i Stockholm, var en svensk försäkringstekniker.
Tim Jansson blev filosofie doktor i Uppsala 1919, anställd vid Försäkringsinspektionen 1920, byråchef för försäkringsmatematiska ärenden där 1935, chefsaktuarie 1938 och vice verkställande direktör i Svenska Personal-Pensionskassan 1942, där hans insatser under 1940-talets expansion blev av största betydelse. Jansson anlitades från 1924 för ett flertal utredningar med mera av skatte-, pensions- och försäkringsteknisk natur.